# Yateras
Yateras è un comune di Cuba, situato nella provincia di Guantánamo.